# 平和の牛歌
『平和の牛歌』（へいわのぎゅうか）は、サザンオールスターズの楽曲。現在までCDでの作品化、スタジオレコーディングの行われていないサザンの中では数少ない作品である。

## 解説
1996年から1997年にかけて行われた年越しライブ『牛』で披露された未発表曲。ライブでもほとんど行われることのないアカペラでの演奏になっており、現在でもCD化がなされていない楽曲である。
タイトルの「牛歌」はライブタイトル『牛』にちなんだものである。
歌詞の内容は『世に万葉の花が咲くなり』以来4年ぶりとなるオリジナルアルバム『Young Love』の発売、アルバム含めシングル「愛の言霊 〜Spiritual Message〜」「太陽は罪な奴」のヒットに対する感謝、さらにメンバー全員が40代に突入したことへの嘆きなどが含められている。
1996年8月から10月に行われたコンサートツアー『ザ・ガールズ万座ビーチ』にて演奏された未発表曲（当時）「平和の琉歌」がタイトルの元ネタとなっているが、歌詞の内容から曲調まで全く異なるものになっている。この「平和の琉歌」は1998年のベストアルバム『海のYeah!!』に収録され初CD化となっている。こちらの概要は平和の琉歌を参照のこと。この年越しライブの際のみ披露されたものであり、スタジオレコーディングのバージョンは存在していない。この映像では最終公演での模様が収録されており、野沢秀行は牛のコスプレで、曲が終わった後にメンバーがいる舞台とは離れた場所から登場するという演出のため、野沢は歌唱には参加していない。もともと野沢はこういった役回りが多く、1995年夏のコンサート『横浜 ホタル・カリフォルニア』の特典映像に収録されたサザンのメンバーによる「赤鼻のトナカイ」でも歌唱に参加せず、2005年のシングル「BOHBO No.5」のPVでも演奏者としては参加していない。ただ、後者は持病の腰痛によりレコーディング活動を休止し、クレジットはあるものの楽曲のレコーディングに参加したかどうかも定かではないため、そのような形になったとも言える。2004年のシングル「愛と欲望の日々」でもメンバー（サポートメンバーの斎藤誠を含み）とは違う扱いで出演しているが、最終的には映像内の演奏にも参加しており、シングルのレコーディングにも参加している。映像として参加していないものが多いことは、「理由があって本編には参加していない」ところが重要である。
現在サザンのライブアルバムは発売されておらず、桑田佳祐も「自身のライブをCDとして発売する気は全くない」という趣旨の発言もしているため、今後この楽曲がCD化される可能性は極めて低いといえる。現状、シングルc/wに前年のライブ音源が収録されることもあるが、先行シングルなどの理由でない限り収録されることがないため、現在既に10年以上経過しているライブ音源が何らかの形でCDになることはないと考えられる。
楽曲はメンバー全員のアカペラであるが、メインボーカルが桑田、女声ボーカルが原、大森、関口、松田はコーラス、野沢はエキストラで最後にひょっこりと顔を出し、ステージ裏に下がるメンバーに取り残されるといったものである。CD音源が存在せず、CD作品にも収録されていないため、サザンの全楽曲が紹介され参照できる公式サイトでも曲の紹介はされていない。ただ、ライブの演奏リストとして年越しライブ「牛」の演奏曲としては記載されている。作詞・作曲などのクレジットは公表されていないが、JASRACによると作詞・作曲は桑田佳祐である。編曲についてはおそらくサザンの楽曲で最も多い、サポートメンバーの手の入りがない場合の通常のクレジットである、編曲:サザンオールスターズであると想定される。
桑田、原以外のメンバーはコーラスという役回りになるが、実際の音源では桑田の1人多重ボーカルでコーラスを収録した線が強く、その場合ソロパート以外は実際には基本的に口パクである。

## 参加ミュージシャン
- 桑田佳祐:Vocal
- 大森隆志:Chorus
- 関口和之:Chorus
- 松田弘:Chorus
- 原由子:Vocal
- 野沢秀行:牛